# فواید عامه
فوائد عامه دستهٔ وسیعی از پروژه‌های زیرساختی هستند که از سوی حکومت برای استفاده‌های تفریحی، کاری، سلامتی و ایمنی در اجتماع تأمین بودجه و احداث می‌شوند. از جمله آنها ساختمان‌های عمومی (سیتی‌هال، مدرسه، بیمارستان), ترابری (راه، ترابری ریلی، پل، خط لوله انتقال، آبراهه، بندر، فرودگاه), فضاهای عمومی (میدان، پارک، ساحلی), خدمات عمومی (شبکه تأمین آب، فاضلاب، تورین برقی، سد), و دیگر دارایی ساختمانی فیزیکی بلند مدت هستند.

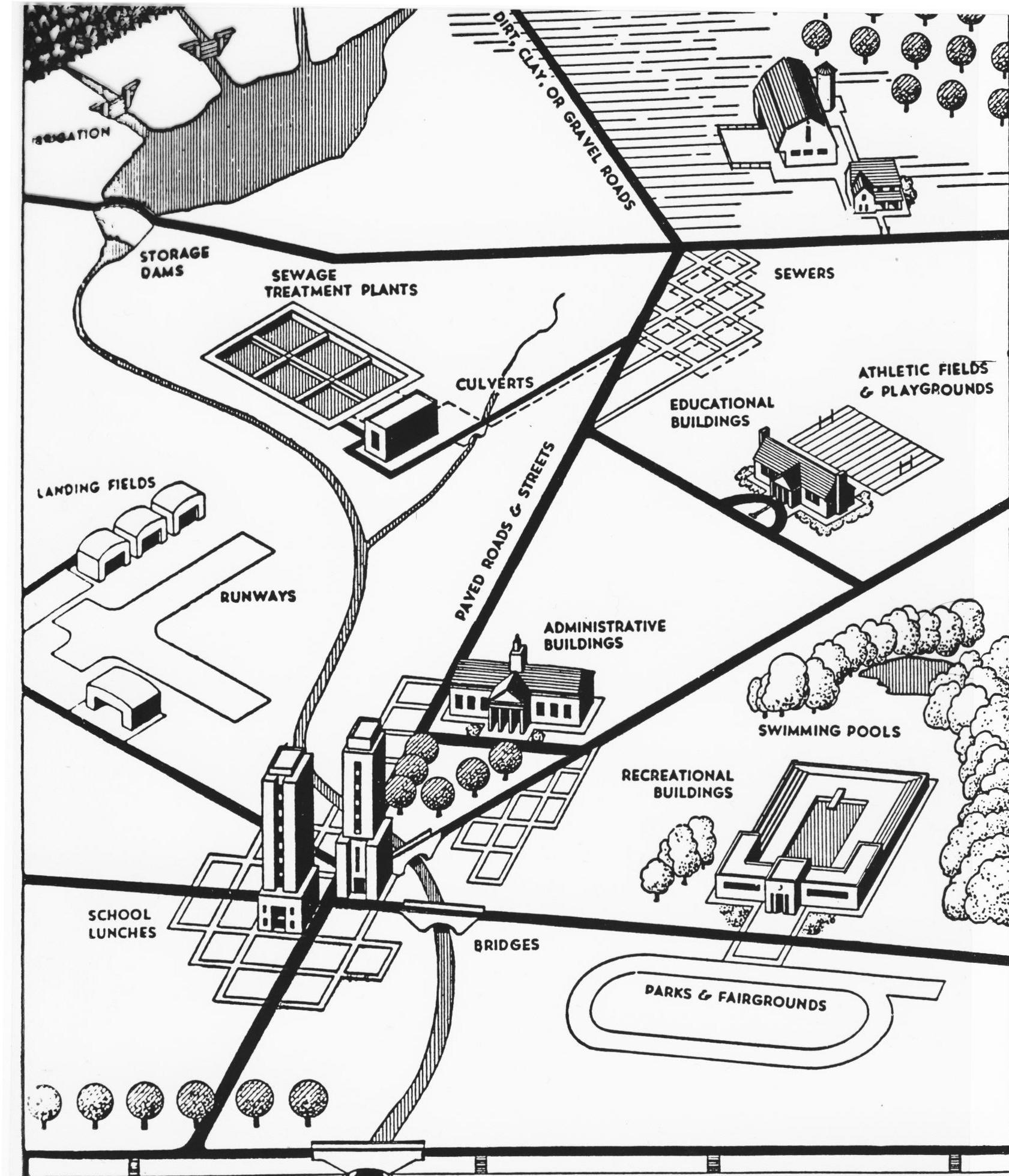